# Małgorzata Nowak (lekkoatletka)
Małgorzata Bożena Guzowska, po mężu Nowak (ur. 9 lutego 1959 w Białymstoku) – polska lekkoatletka, która specjalizowała się w wielobojach, olimpijka z Moskwy 1980.

## Kariera sportowa
Reprezentantka Polski na igrzyskach olimpijskich w Moskwie, gdzie zajęła 12. miejsce w pięcioboju. Dwukrotna złota medalistka uniwersjady (w 1981 oraz 1985). W roku 1986 zajęła 6. miejsce w mistrzostwach Europy. W latach 1977–1987 17-krotnie poprawiała rekordy Polski w pięcioboju i siedmioboju, w tym dwa rekordy juniorów. W sumie na mistrzostwach Polski seniorów zdobyła 27 medali (w wielobojach, skoku wzwyż, w dal, w biegu przez płotki, a także w pchnięciu kulą). Wielokrotna reprezentantka Polski we wszystkich tych konkurencjach. 
W rankingu Track & Field News zajmowała: 3. miejsce w 1981, 4. w 1985 i 10. w 1986. W 1981 zdobyła Złote Kolce, nagrodę dla najlepszej polskiej lekkoatletki sezonu. Jej rekord życiowy w siedmioboju - 6616 punktów - ustanowiony w 1985 roku w Japonii.
Swoją karierę sportową zakończyła w 1988. Zawodniczka AZS Białystok, a następnie Gwardii Warszawa. Jej mężem i trenerem był Sławomir Nowak.

## Rekordy życiowe
100 m - 11,88 (1985), 200 m - 24,20 (1985), 60 m pł w hali - 8,38 (1986), 100 m pł - 13,27 (1985), wzwyż - 1,95 (1985), w dal - 6,59 (1981), kula - 16,59 (1986), oszczep - 45,60 (1986), 7-bój - 6616 (1985).